# Patrick Delperdange
Patrick Delperdange, né le 8 avril 1960 à Charleroi (province de Hainaut), est un écrivain et scénariste de bande dessinée belge francophone, spécialisé dans le roman policier et la littérature d'enfance et de jeunesse. Il vit et travaille à Bruxelles.

## Biographie
Patrick Delperdange naît le 8 avril 1960 à Charleroi. Il publie plusieurs ouvrages en littérature jeunesse (la trilogie L’Œil du Milieu chez Nathan, Julien d’Ombres chez Gallimard, Comme une Bombe et Tombé des nues chez Mijade). En 1988, il écrit la pièce de théâtre Nuit d'amour mise en scène par Gabriel Garran. Cette pièce lui vaut d'être récipiendaire du prix du Jeune Théâtre de la Communauté française. Il est par ailleurs scénariste de bande dessinée (en particulier pour la série S.T.A.R. chez Casterman). Il est également l’auteur de Coup de froid, un roman noir paru chez Actes Sud, ainsi que de Chants des gorges, publié en 2005 par les Éditions Sabine Wespieser, roman qui remporte le prix Rossel, prix littéraire le plus important de Belgique francophone, le jury saluant « cette création littéraire tellurique et sacrificielle, écrite dans une langue expressionniste ». Il se voit également décerner le prix Rossel des Jeunes pour ce même roman.
Il traduit par ailleurs plus d'une dizaine d'auteurs anglais et américains, dont Washington Irving, Clive Cussler, R.J. Pineiro, H. G. Wells, C. Ashton, D. Kirk et R. Benson.
À propos des conventions du polar, il déclare en 1997 : « Assez de cette classification. Mon travail actuel, c'est faire éclater les barrières que l'on pose depuis que la littérature existe. Je n'arrive plus à considérer les genres les uns par rapport aux autres ».
Patrick Delperdange est lauréat d'une bourse de la Fédération Wallonie-Bruxelles pour l'aide à la création en 2008 ainsi qu'une autre bourse de création 2020 également de la Fédération Wallonie-Bruxelles.

## Œuvres principales

### Romans

#### SérieL'Œil du milieu
1. Prisonnier dans l'île Nathan, 2003
2. La Nymphe et son secret Nathan, 2003
3. Le Complot des ménestrels Nathan, 2004

#### SérieLe Royaume des Euménides
1. Julien d'Ombres Gallimard, coll. « Hors-Piste », 2005

#### SérieIshango
Titres parus chez Nathan
1. La Nuit des métamorphoses (2010)
2. La Voix du marabout (2011)
3. L'Armée des ombres blanches (2011)

### Autres romans et nouvelles
- 1985 : Place de Londres, roman policier (en collaboration avec Anita Van Belle)
- 1987 : Monk, roman policier - Prix Simenon[3]
- 1987 : Deux taxis et un vieil imperméable bleu, nouvelle dans le recueil Bruxelles littéraire
- 1988 : Nuit d'amour[2], théâtre (en collaboration avec Anita Van Belle) - Prix du Jeune Théâtre de la Communauté française de Belgique[3]
- 1988 : Comme une bombe, roman policier jeunesse
- 1990 : Il y a un homme qui marche sur le toit, nouvelle jeunesse dans le recueil Les Garçons
- 1991: De plus en plus noir, roman jeunesse
- 1992 : Coup de froid, roman noir, Actes Sud, coll. « Polar Sud », 1992 ; réédition Actes Sud, coll. « Babel noir » no 6, 2006
- 1995 : Machine à sous, roman jeunesse
- 1997 : La Main du loup, roman
- 1997 : Belle à croquer, roman
- 1998 : Une nuit abominable, roman jeunesse
- 1999 : Magie Marine, roman jeunesse dans Je bouquine no 185
- 1999 : Petit baiser, petit bijou, roman jeunesse
- 2000 : La Bête qui voulait prendre ma place, roman jeunesse dans Maximum no 19
- 2000 : Tombé des nues, roman jeunesse
- 2001 : Faux Départ, roman jeunesse dans Je bouquine no 209
- 2001 : La Beauté Louise, roman jeunesse
- 2002 : L'Étrange Métamorphose, roman jeunesse
- 2004 : Toison d'or, récit érotique (illustré par André Taymans) - 2012 réédition numérique
- 2005 : Chants des gorges, roman - Prix Victor Rossel[3]
- 2006 : De l'autre côté du monde, nouvelle dans le recueil Espace(s) no 2
- 2008 : Faces, faciès, façades, nouvelle dans le recueil Espace(s) no 4
- 2009 : Un petit malentendu sans importance, nouvelle dans le recueil Compartiment auteurs
- 2010 : Un peu après la fin du monde, roman/nouvelles
- 2010 : Un boulot pour l'été, nouvelle
- 2010 : À peu près la seule chose qui me manque, nouvelle numérique
- 2011 : Avec les ombres de la nuit, dramatique radio dans le recueil Espace(s) no 7
- 2011 : Le Chien qui danse, roman jeunesse
- 2011 : Alexandra, revue et corrigée, nouvelle numérique
- 2012 : Visions nocturnes, dramatique radio
- 2012 : Mirador, roman polar numérique, OnLit  (ISBN 978-2-87560-000-4)
- 2012 : Toute une vie, roman, Éditions Weyrich
- 2013 : Une semaine de vacances, nouvelle, dans le recueil Feuilleton
- 2013 : Apparitions, ouvrage numérique avec des photographies de Michel Clair
- 2013 : Bruxelles n'a jamais existé, nouvelle, dans le recueil Impressions de Bruxelles
- 2014 : Patrick Delperdange est un sale type, roman  (ISBN 9782875600387)
- 2015 : Seuls les ruisseaux boueux coulent dans l'obscurité, nouvelle, dans le recueil Bruxelles Noir
- 2015 : Comme des chiens, roman polar
- 2016 : Si tous les dieux nous abandonnent, roman policier, Gallimard, coll. « Série noire »
- 2016 : Le Cliquetis, roman  (ISBN 9782930585826)
- 2016 : Visions nocturnes, théâtre
- 2017 : Dans une lueur froide et bleutée, nouvelle, dans le recueil L'Heure du leurre
- 2018 : Si le cœur nous en dit, nouvelle
- 2018: L'Éternité n'est pas pour nous (roman), Paris, Les Arènes, coll. « Equinox », 2018 (ISBN 9782211331555)
- 2019 : Cœurs maudits, nouvelle dans le recueil Nouvelles de Belgique
- 2019: Coup de cœur (roman jeunesse), Namur, Mijade, 2019 (ISBN 9782874231070)
- 2020 : C'est pour ton bien, roman  (ISBN 9791037500601)
- 2021 : Nous n'irons plus au bois, nouvelle
- 2023: Sur la route de Shangri-La (roman jeunesse), Paris, L'École des loisirs, 2023 (ISBN 9782211331555)
- 2023: Des rapports secrets, théâtre
- 2024: Les Corps sensibles, nouvelles
- 2024: Un parfum d'innocence, novella
- 2024: Dans un pays peuplé de loups, roman
- 2025: 1960, une histoire qui se passe cette année-là, nouvelle
- 2025: Quiproquo, théâtre, en collaboration avec Pascale Platel

### Bandes dessinées

#### One-shots
- Assassine[13] (dessins André Taymans), Casterman, 2004 - Réédition colorisée, Place du Sablon, 2015 - Réédition, Editions du Tiroir, 2024

### Blogs
- 2009 : Apparitions Chaque jour une photo accompagnée de son texte.
- 2012 : Sans mobile apparent Tumblr

## Prix et récompenses
- 2001 :  prix avenir[15] de la Chambre belge des experts en bande dessinée avec Thierry Cayman pour S.T.A.R..

#### Livres
: document utilisé comme source pour la rédaction de cet article.
- Henri Filippini, « Delperdange, Patrick », dans Dictionnaire de la bande dessinée, Paris, Bordas, 2005, 912 p., ill. ; 27 cm (ISBN 9782047299708 et 2047299705, OCLC 1009545288, présentation en ligne), p. 742. .
- Pascale Eben et Karine Magis Magis, Répertoire des auteurs et illustrateurs de livres pour l'enfance et la jeunesse en Wallonie et à Bruxelles, Bruxelles, Wallonie-Bruxelles International, 2014, 192 p., ill. ; 26 cm (ISBN 9782930758008 et 2930758007, OCLC 944278134, lire en ligne), p. 73. .
- Philippe Mellot, Michel Denni, Laurent Turpin et Isabelle Morzadec, Trésors de la bande dessinée : BDM 2022-2023 - Catalogue encyclopédique & Argus, Paris, Les Arènes, novembre 2022, 1677 p., ill. ; 23 cm (ISBN 9791037507280, OCLC 1351462460, présentation en ligne), p. 91, 731, 774, 943, 1194. .

#### Articles
- Patrick Delperdange (interviewé par Eloïse Dewallef), « Patrick Delperdange : «Nous sommes tous composites» », Soir Mag,‎ 15 novembre 2018 (lire en ligne, consulté le 6 novembre 2023).
- Patrick Delperdange (interviewé par Audrey Vanbrabant), « Patrick Delperdange : « La vie d’un auteur n’est pas franchement trépidante… » », RTBF,‎ 26 avril 2020 (lire en ligne, consulté le 6 novembre 2023).

#### Podcasts
- Visions nocturnes sur France Culture, 59 minutes, 18 janvier 2012
- Avec les ombres de la nuit sur France Culture, 9 mars 2011
- Le Cercle noir (7) : rencontre avec Patrick Delperdange sur France Culture, 59 minutes, 8 décembre 2018.